# Barbonymus
A Barbonymus a sugarasúszójú halak (Actinopterygii) osztályának pontyalakúak (Cypriniformes) rendjébe, ezen belül a pontyfélék (Cyprinidae) családjába tartozó nem.

## Előfordulásuk
A Barbonymus-fajok Délkelet-Ázsia és Észak-Indonézia nagyobb szigeteinek a vízrendszereiben fordulnak elő.

## Rendszerezés
A nembe az alábbi 5 faj tartozik:
- Barbonymus altus (Günther, 1868)
- Barbonymus balleroides (Valenciennes, 1842)
- Barbonymus collingwoodii (Günther, 1868)
- Barbonymus gonionotus (Bleeker, 1849)
- Barbonymus schwanenfeldii (Bleeker, 1854) - típusfaj

## Képek

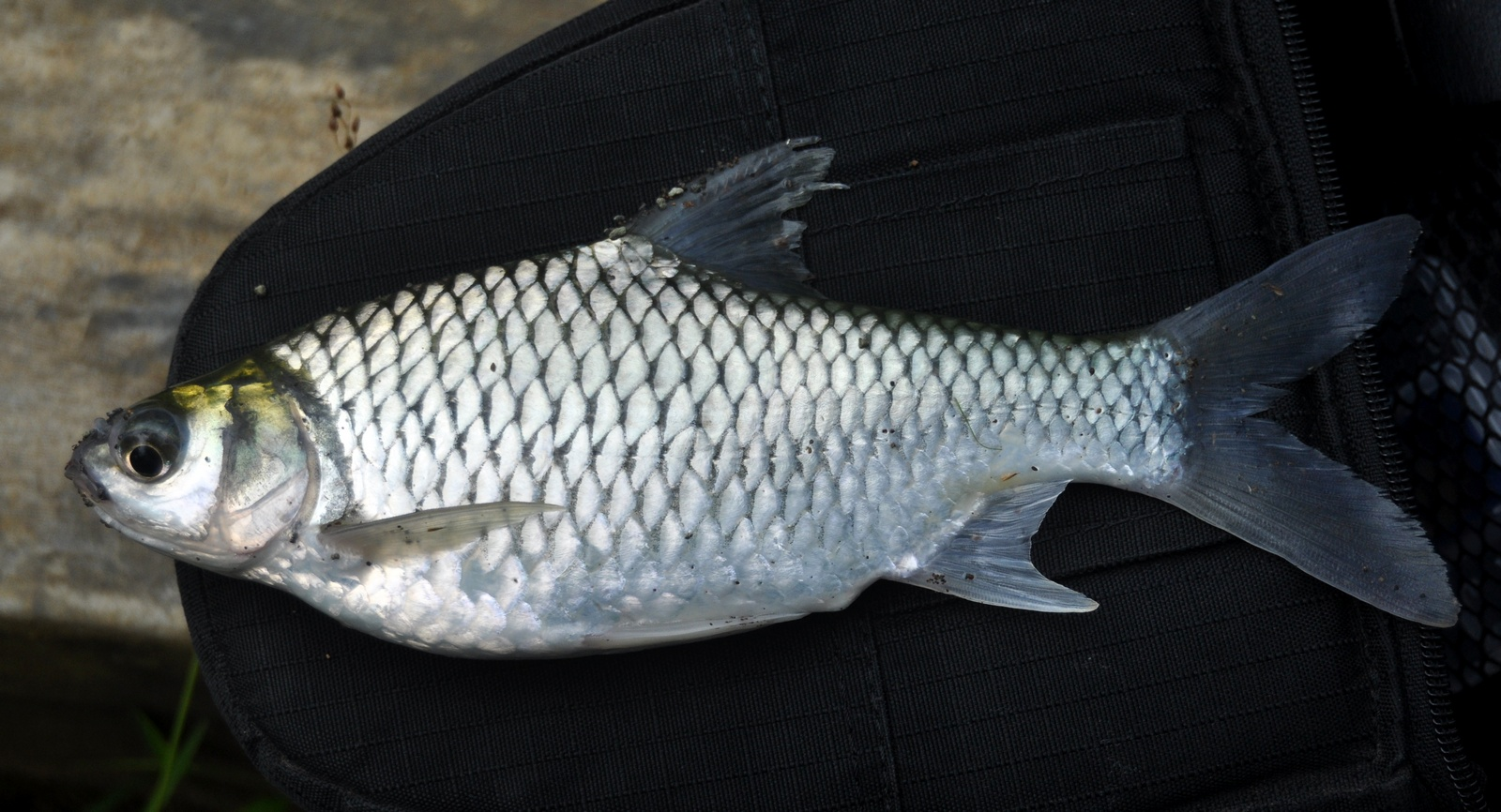
Barbonymus gonionotus